# Bidnija

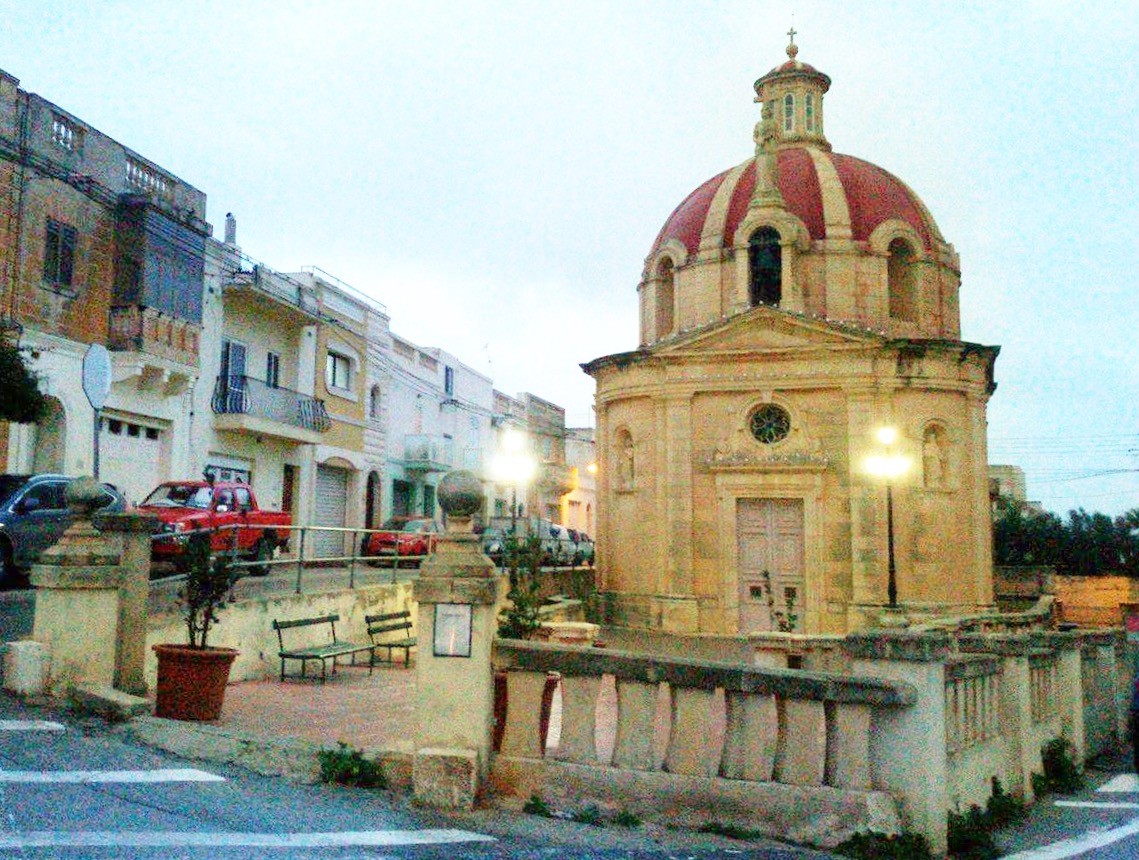
Bidnija Church in 2016

Bidnija is een landelijk gehucht op het Maltese eiland Malta, in de gemeente Mosta. De plaats ligt tussen Mosta, St. Paul's Bay en Mġarr. Er wonen ongeveer 300 mensen.
De naam Bidnija is afkomstig van de boomgaard waar de Bidni-olijfboom groeit. Sommige olijfbomen hebben inmiddels een leeftijd van 1800 jaar. Nabij de boomgaard zijn restanten aangetroffen van een Romeinse villa rustica.
In 1920 werd begonnen met de bouw van een kerk. Er woonden toen rond de 25 families in Bidnija. De kerk is door metselaar Salvu Zahra ontworpen en door de dorpsbewoners zelf gebouwd. In 1922 werd de Bidnija Church opgeleverd. In 2019 is de kerk gerestaureerd.
Tijdens de Tweede Wereldoorlog verbleven Britse soldaten in kleine huisjes die begin 20e eeuw rondom de heuvel waren neergezet. Voor de bewoners werden schuilkelders aangelegd.
Op 16 oktober 2017 werd de journaliste Daphne Caruana Galizia in Bidnija om het leven gebracht met een autobom.